# Mester Sándor
Mester Sándor, születési és 1917-ig használt nevén Messer Sándor (Sárvár, 1874. február 2. – Budapest, 1958. december 12.) magyar újságíró, lapszerkesztő.

## Élete
Messer Sámuel orvos és Oblatt Jeanette (1839–1912) fia. Elvégezte a fiumei tengerészeti akadémiát, utána a kereskedelmi tengerészetnél szolgált. 1901-ben Budapesten telepedett le. Ettől kezdve a Pesti Napló politikai riportere és külpolitikai vezércikkírója, majd segédszerkesztője, végül felelős szerkesztője volt. Sokat tett a nagy múltú lap korszerűvé tétele érdekében, közreműködött kiváló írók munkatársul való megnyerésében. Az első világháború alatt századosként szolgált.
Molnár Ferenc szűkebb baráti köréhez tartozott. 1947-ben A toll mártírja címmel cikkgyűjteményt adott ki a fasizmus áldozatairól.